# Rod Baker
Rod Baker (18 marzo 1952) è un allenatore di pallacanestro statunitense.

## Palmarès
- ABA 2000: 1

Rochester Razorsharks: 2006
- Premier Basketball League: 2

Rochester Razorsharks: 2008, 2009
- ABA 2000 Coach of the Year (2006)
- 2 volte PBL Coach of the Year (2008, 2009)